# Роналд Фейърбърн
Уилям Роналд Додс Фейърбърн (на английски: William Ronald Dodds Fairbairn) е британски психиатър и психоаналитик.
Той е член на Британското психоаналитично общество, централна фигура в развитието на теория на обектните отношения в психоанализата.

## Биография
Роден е на 11 август 1889 година в Единбург, Шотландия. Следва в Единбургския университет три години, където учи богословие и елинистика. Служи заедно с генерал Аленби в Палестинската кампания и когато се завръща започва медицинското си обучение. Също изучава психология и практикува психоанализа.
Умира на 31 декември 1964 година в Бостън, САЩ, на 75-годишна възраст.

## Основни трудове
- A Revised Psychopathology of the Psychoses and Psychoneuroses, 1941.
- The War Neuroses – Their Nature and Significance, 1943.
- A Critical Evaluation of Certain Psychoanalytical Concepts, 1956.
- Psychoanalytical Studies of Personality, 1952.
- From Instinct to Self. Selected Papers of W. R. D. Fairbairn, 1994.